# Hun Manet
Hun Manet (in khmer ហ៊ុន ម៉ាណែត; Memot, 20 ottobre 1977) è un politico e generale cambogiano.
Dal 22 agosto 2023, è il Primo ministro della Cambogia. Il suo titolo onorifico completo è Ek Oudom Kitti Tesaphibal Pundit Hun Manet.

## Biografia
Manet è nato il 20 ottobre 1977 nel villaggio di Koh Thmar, distretto di Memot, provincia di Kampong Cham, nella Kampuchea democratica governata dai Khmer rossi come secondo figlio di Hun Sen e Bun Rany. È di origine cinese Teochew attraverso suo nonno Hun Neang. Secondo Sen, la notte della nascita di Manet, una luce brillante volò sul tetto della casa, cosa che portò Sen a credere che suo figlio fosse nato da un essere soprannaturale venerato nel villaggio di Koh Thmar.
Manet è cresciuto e ha ricevuto la sua istruzione generale a Phnom Penh e successivamente si è arruolato nelle forze armate nel 1995, lo stesso anno in cui è entrato all'Accademia militare degli Stati Uniti a West Point. Dopo la laurea a West Point, ha conseguito la laurea in economia e un incarico come tenente nell'esercito reale cambogiano. Ha inoltre conseguito la magistrale in economia presso la New York University nel 2002 e un dottorato di ricerca in economia presso l'Università di Bristol nel 2009, con una tesi dal titolo Che cosa determina la distribuzione dimensionale dell'impresa e l'integrazione strutturale? Uno studio trasversale.
Nel giugno 2020 Manet è stato promosso a capo dell'ala giovanile del CPP. Era stato menzionato dai media e dallo stesso Hun Sen come candidato alla carica di primo ministro. Ciò è stato formalmente ufficializzato il 4 dicembre 2021 quando Manet è stato eletto all'unanimità dal Comitato Centrale del Partito popolare cambogiano come futuro candidato primo ministro del partito dopo Hun Sen. In seguito alle dimissioni di suo padre Hun Sen dalla carica di Primo ministro, è stato nominato dal Re di Cambogia il 7 agosto , venendo confermato dal parlamento il 22 agosto.

## Vita privata
Hun Manet è sposato con Pich Chanmony, figlia di Pich Sophoan, ex segretario di Stato presso il Ministero del Lavoro.